# Euproctis howra
Euproctis howra är en fjärilsart som beskrevs av Moore 1879. Euproctis howra ingår i släktet Euproctis och familjen tofsspinnare. Inga underarter finns listade i Catalogue of Life.